# 스켈코프니코프소나무밭쥐
스켈코프니코프소나무밭쥐(Microtus schelkovnikovi)는 비단털쥐과에 속하는 설치류의 일종이다. 아제르바이잔과 이란에서 발견된다. 최근에 스켈코프니코프소나무밭쥐아속(Hyrcanicola)의 유일종으로 간주되고 있다.